# Gary (Dakota del Sud)
Gary és una població dels Estats Units a l'estat de Dakota del Sud. Segons el cens del 2000 tenia 231 habitants.

## Demografia
Segons el cens del 2000, Gary tenia 231 habitants, 128 habitatges, i 62 famílies. La densitat de població era de 129,3 habitants per km².
Dels 128 habitatges en un 16,4% hi vivien nens de menys de 18 anys, en un 43% hi vivien parelles casades, en un 4,7% dones solteres, i en un 50,8% no eren unitats familiars. En el 50% dels habitatges hi vivien persones soles el 31,3% de les quals corresponia a persones de 65 anys o més que vivien soles. El nombre mitjà de persones vivint en cada habitatge era d'1,8 i el nombre mitjà de persones que vivien en cada família era de 2,62.
Per edats la població es repartia de la següent manera: un 16,5% tenia menys de 18 anys, un 3,5% entre 18 i 24, un 21,6% entre 25 i 44, un 26% de 45 a 60 i un 32,5% 65 anys o més.
L'edat mediana era de 52 anys. Per cada 100 dones de 18 o més anys hi havia 89,2 homes.
La renda mediana per habitatge era de 20.962 $ i la renda mediana per família de 31.250 $. Els homes tenien una renda mediana de 19.500 $ mentre que les dones 16.563 $. La renda per capita de la població era de 13.480 $. Entorn del 12,9% de les famílies i el 13,9% de la població estaven per davall del llindar de pobresa.

## Poblacions més properes
El següent diagrama mostra les poblacions més properes.